# Anno : Créez votre monde
Anno : Créez votre monde (Anno: Create A New World en anglais, Dawn of Discovery en Amérique du Nord) est un jeu vidéo de gestion développé Keen Entertainment et édité par Ubisoft, sorti en 2009 sur Wii et Nintendo DS. Il fait partie de la série Anno mais diffère des autres épisodes par la volonté de s'ouvrir aux casual gamers

## Trame
Anno : Créez votre monde prend pied en 1404, quand le pays du roi George est atteint par la famine et la sécheresse. Après consultation des représentants des citoyens, il remédie à la situation en demandant à ses deux fils, William et Edward, s’ils ont des idées pour produire suffisamment de nourriture, ainsi que d’autres marchandises, pour lutter contre cette situation. Mais les deux frères n’avaient pas les mêmes projets. Edward suggère de combattre leurs voisins pour obtenir les produits dont ils ont besoin tandis que son frère, William, propose une approche plus pacifique en partant à la découverte des territoires inexplorés et incertains dans le sud.
L’idée de William l’emporte et, avec l’approbation de son père, il part en direction du sud où il découvre la culture orientale. Il noue des relations amicales avec les autochtones, qui lui offrent les secrets et les technologies de l’Orient, qu’il s’empresse de ramener dans le pays de son père.
Mais son ami Sultan est enlevé et sa vindicative sœur prend le contrôle de l’Orient. Elle coupe toutes les relations sympathiques avec le royaume de George et le menace. Ayant toujours un grand besoin de ressources, George envoie alors ses deux fils dans toutes les contrées d’Orient pour se procurer  plus de marchandises pour son royaume afin de se préparer à une bataille qui semble imminente.